# 細井九皋
細井 九皋（ほそい きゅうこう、宝永8年1月23日（1711年3月11日） - 天明2年5月6日（1782年6月16日））は、江戸時代中期の日本の書家・篆刻家である。
名は知文、字を天錫、号は九皋の他に籀斎・沢雉道人がある。通称文三郎。江戸の人。

## 略伝
細井広沢の子。書家を生業とし、広沢の名声を継承した。著書に『墨道私言』がある。また篆刻も巧みで、明の何震に師法したとされる。明清の卑俗な装飾趣味に陥った印風を嫌った。印譜に広沢と共に作成した『奇勝堂印譜』がある。墓所は東京都世田谷区等々力の致航山感応院満願寺にある。
佐久間東川とは親交があり、書の上での先輩として感化を与えたと考えられる。